# Sahawar
Sahawar (hindi सहावर) – miasto w północnych Indiach w stanie Uttar Pradesh, na Nizinie Hindustańskiej.
Populacja miasta w 2001 roku wynosiła 20457 mieszkańców.